# Bieber (Biebergemünd)
Bieber ist nach Kassel und vor Wirtheim/Neuwirtheim der zweitgrößte Ortsteil der Spessart-Gemeinde Biebergemünd im osthessischen Main-Kinzig-Kreis, im Weiteren gefolgt von Roßbach, Lanzingen und Breitenborn/Lützel.

## Geografie

### Geografische Lage
Bieber liegt auf einer Höhe von 215 m über NHN an dem gleichnamigen Fluss Bieber, im Obergrund des Biebertals, das sich nach Nordwesten aus dem Spessart öffnet. Es liegt etwa zwölf Kilometer südöstlich von Gelnhausen.

### Nachbargemeinden
Bieber grenzt im Norden an die Gemeinde Bad Orb, im Osten an Lettgenbrunn, einen Ortsteil der Gemeinde Jossgrund, im Süd-Osten an die Gemeinden Flörsbach sowie Wiesen in Unterfranken und im Westen an den Ortsteil Roßbach.
| Lanzingen  | Bad Orb                                     | Wegscheide   |
| Roßbach    | Kompassrose, die auf Nachbargemeinden zeigt | Lettgenbrunn |
| Huckelheim | Großkahl                                    | Flörsbach    |

## Geschichte

### Vor- und Frühgeschichte

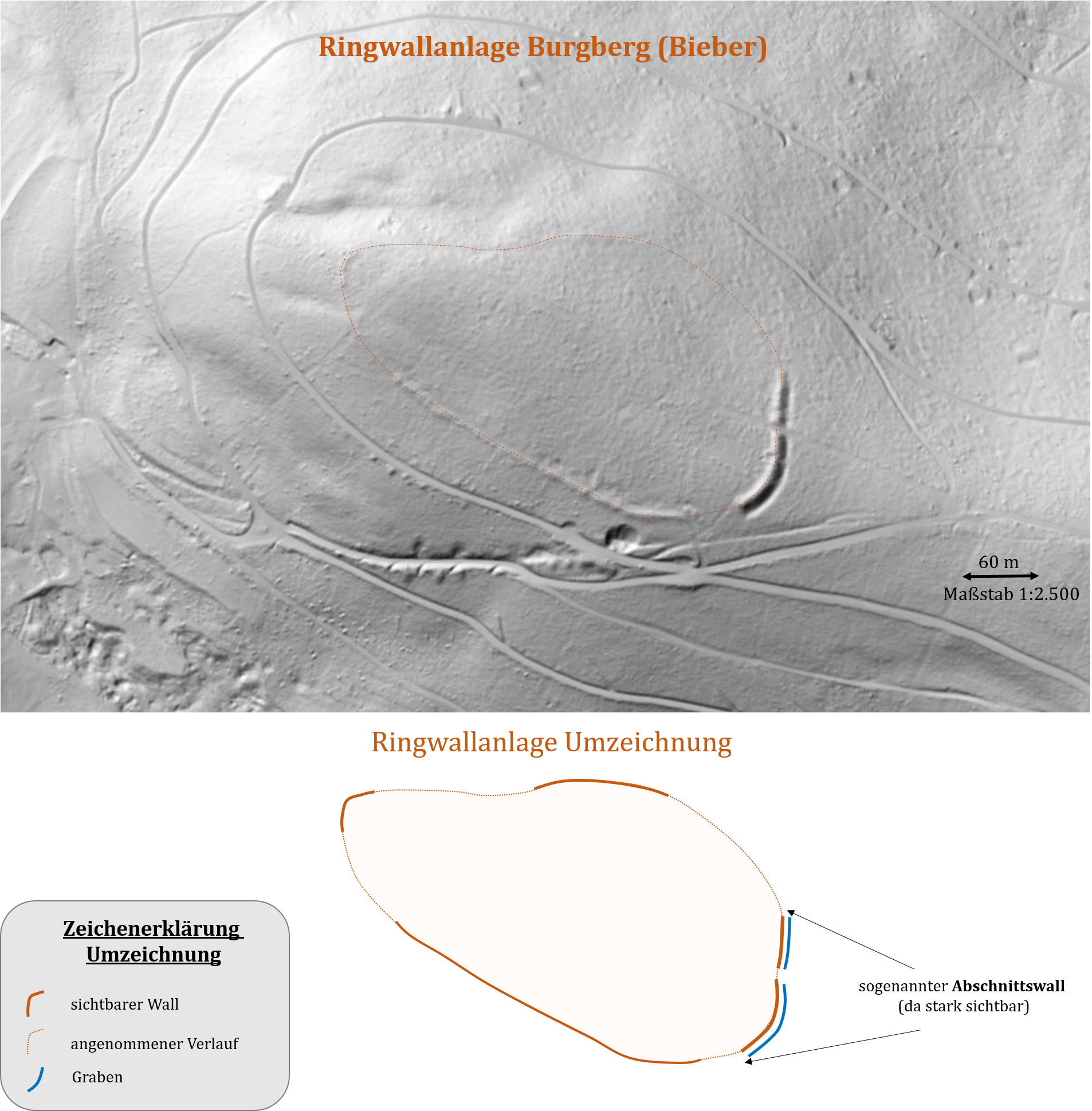
Relief und Umzeichnung der Ringwallanlage auf dem Burgberg

„Von den Schnurkeramikern über die Kelten, Alemannen, Chatten bis zu den Franken war das Gemeindegebiet ein beliebter Siedlungsraum“. Südöstlich des Ortes auf der westlichen Kuppe des Burgberges liegt eine, derzeit aufgrund geringer Funde nur als vorgeschichtlich eingestufte, langovale Nordwest-Südost ausgerichtete Ringwallanlage. Nach Süden und Westen sind Ringwallreste noch schwach sichtbar; die beschriebene sogenannte Abschnittsbefestigung nach Osten ist ein stark verstärkter und gut erhaltener Teil des Ringwalles. (Siehe auch: Liste vor- und frühgeschichtlicher Wallanlagen in Hessen)

### Mittelalter
Bereits etwa ab dem Jahr 1000 soll der Obergrund des Biebertals besiedelt worden sein. Die älteste erhaltene Erwähnung des Ortes stammt von 1339. In der betreffenden Urkunde wurde das Kondominat im Amt Bieber zwischen den Grafen von Grafen von Rieneck und den Herren von Hanau geregelt, nachdem Hanau 1333 das Amt Bieber – und damit auch das gleichnamige Dorf – zur Hälfte von Kurmainz zu Lehen erhalten hatte. Historische Namensformen waren:
- Biberach (1339)
- Biber (1598)

Bieber war Mittelpunkt für die umliegenden Dörfer: Büchelbach, Gassen, Röhrig, Breitenborn, Lützel, Roßbach und Lanzingen mit dem Weiler Rodenhof, sowohl als Gerichtsort, als auch als Sitz der Hauptkirche des Amtes Bieber. Bei der Teilung der Grafschaft Hanau 1458 kam Bieber zum Hanau-Münzenberger Landesteil.

### Neuzeit
Im Mittelalter und in der frühen Neuzeit war die kirchliche Mittelbehörde für Bieber das Archidiakonat St. Peter und Alexander in Aschaffenburg, Dekanat Rodgau. Vielleicht schon 1542 wurde in den Grafschaften Rieneck und Hanau-Münzenberg die Reformation durchgeführt. Der größte Teil der Bevölkerung, sowie die beiden Kirchen, die Laurentiuskirche und die Burgbergkapelle wurden lutherisch.
Kurz darauf starben die Grafen von Rieneck 1559 aus. Ihre Rechte fielen an Kurmainz zurück. Bieber war nun ein Kondominat zwischen Kurmainz und Hanau-Münzenberg geworden. Dies bedeutete auch, dass die von Graf Philipp Ludwig II. von Hanau-Münzenberg in der Grafschaft Hanau-Münzenberg durchgeführte „Zweite Reformation“, die Einführung der reformierten Variante der Reformation, nicht griff, und Bieber dadurch – im Gegensatz zur übrigen Grafschaft Hanau – lutherisch blieb.
Im Dreißigjährigen Krieg wurde Bieber schwer zerstört. Erst 1660 wurde die Laurentius-Kirche wieder aufgebaut. Ebenfalls 1660 wurde zwischen Kurmainz und Hanau vereinbart, dass die römisch-katholischen Einwohner Biebers die Burgbergkapelle erhielten und diese als Pfarrkirche nutzten durften.
1684 wurde das Kondominat zwischen Kurmainz und Hanau durch einen Vertrag aufgelöst: Das Amt Bieber wurde zusammen mit dem Amt Lohrhaupten vollständig an Hanau übertragen. Kurmainz erhielt zum Ausgleich das bis dahin ebenfalls gemeinschaftlich verwaltete Amt Partenstein vollständig. 1736 starb mit Graf Johann Reinhard III. der letzte Graf von Hanau und die Grafschaft Hanau-Münzenberg fiel an die Landgrafschaft Hessen-Kassel (ab 1803: „Kurfürstentum Hessen“). Im gleichen Jahr wurde in Bieber eine Oberförsterei eingerichtet. Die heutige Untere Kirche wurde 1766 als reformierte Kirche für zugezogene Bergleute gebaut.
1821 kam es im Kurfürstentum Hessen zu einer grundlegenden Verwaltungsreform. Bieber gehörte ab dem 1. Januar 1822 zum neu gebildeten Kreis Gelnhausen der wiederum 1974 im Main-Kinzig-Kreis aufging.

### Gemeindefusionen und Gebietsreform
Ab 1895 bildete das bis dahin eigenständige Dorf Gassen zusammen mit Büchelbach eine Gemeinde. Am 15. November 1928 wurden die vorher selbständigen Orte Röhrig und Büchelbach mit Bieber zur neuen Gemeinde Bieber zusammengelegt.
Am 1. Oktober 1971 wurden die bis dahin selbständigen Gemeinden Breitenborn A. B., Lanzingen und Roßbach im Zuge der Gebietsreform in Hessen in die Gemeinde Bieber eingegliedert, aus der wiederum zum 1. Juli 1974 gemeinsam mit Biebergemünd die neue Großgemeinde Biebergemünd kraft Landesgesetz gebildet wurde. Das geschah gegen den ausdrücklichen Beschluss beider Gemeindevertretungen. Im gleichen Jahr ging der Kreis Gelnhausen im Main-Kinzig-Kreis auf. Für die Ortsteile wurden keine Ortsbezirke nach der Hessischen Gemeindeordnung eingerichtet.
Die Fläche der ehemaligen Gemeinde Bieber betrug 26,05 km².
Bis 2012 war Bieber ein staatlich anerkannter Erholungsort.

### Bergbau

#### Anfänge
Der Bergbau im Biebergrund ist erstmals im Jahr 1494 belegt. Er hatte wesentlichen Einfluss auf die Entwicklung des bis dahin armen Walddorfes Bieber. Zunächst konzentrierte er sich auf Kupfer, Silber und Blei, später auch auf Eisen und Kobalt. Anfänglich wurde der Abbau des sogenannten „Kalkofer Lettenflözes“ gewerkschaftlich betrieben. Aus diesem Abbau stammt u. a. auch das Silber für einige Altargeräte der Bieberer Kirche von 1722.

#### Ära Cancrin
Seit 1739 wurde das Berg- und Hüttenwesen von den Landgrafen von Hessen-Kassel betrieben und gelangte, ab 1741 durch die Familie des Bergmeisters Johann Heinrich Cancrin (1710–1768) und seine Söhne Johann Philipp Cancrin (um 1740–1789) und Franz Ludwig von Cancrin (1738–1816) zur Blüte. Erst in dieser Zeit wurde der Bergbau in Bieber bedeutender als andere kleine Bergbaugebiete im Spessart.
Gegen den Widerstand der angestammten Belegschaft setzte Johann Heinrich Cancrin die Modernisierung der gesamten Anlage von der Erzgewinnung bis zu deren Verhüttung durch. In dieser Zeit gab es „nach dem derzeitigen Kenntnisstand, im Spessart nur zwei Orte mit Hochöfen für Eisen: Bieber und Laufach“. Sein Sohn und Nachfolger Johann Philipp Cancrin realisierte 1765 mit dem Aufstauen des Wiesbüttsees eine Energiequelle, mit der eine neue Belüftung und Entwässerung der Silber-, Kupfer- und Blei-Bergwerksstollens, sowie die Lieferung von Aufschlagwasser für das Pochwerk möglich wurde, mit dem die das Erz enthaltenden Steinbrocken aufgebrochen und zerkleinert wurden. Franz Ludwig von Cancrin führte damals schon als Assessor die Oberaufsicht über das Bergwerkswesen des Landesherren.
Die Aufbereitung des gewonnenen Erzes erfolgte in sich wiederholenden Schritten mittels Pochwerk mit anschließendem Auswaschen des zerkleinerten Materials im „Waschhaus“. Es war äußerst aufwändig und personalintensiv, zu großen Teilen Kinderarbeit, bei der Jungen wie Mädchen ab 11 Jahren bei einer Schichtdauer von 12 Stunden eingesetzt wurden. „Trotz schwerer Arbeit war die Ausbeute nur gering, so wurde etwa nur ein Zehntel der im Erz vorhandenen Metalle gewonnen“. Der Rest findet sich, zusammen mit dem „tauben Gestein“ (darin auch arsenhaltiges Material), auf den damals geschütteten Halden.

#### Kupfer, Silber und Kobalt
Zeitweise waren zwischen 400 und 500 Menschen hier beschäftigt. Dabei wurden aus einem Kupferschiefer, hier Kupferletten genannt, die Metalle Kupfer, Silber und zeitweise auch Blei gewonnen. In dieser Zeit wurden im Jahresdurchschnitt unter anderem über 200 kg Silber gefördert. Der Kupfererzbergbau brachte es im 18. Jahrhundert auf die Fördermenge bis zu 500 kg im Jahr.
Das Silber wurde zwischen 1754 und 1803 zu Münzen, den Bieberer Ausbeutetalern, geprägt. Es stammte vorwiegend aus dem südlichen Lochborner Lettenflöz (gefunden 1746, Förderung ab 1748 über ca. 40 Jahre), ab 1754 auch aus dem Röhriger Flöz. Dazu kam zwischen 1758 und 1773 Schiefererz aus Hain-Gründau. Insgesamt sollen ca. 40.000 bis 45.000 Ausbeutetaler und -gulden in Kassel und Hanau geprägt worden sein.
Der Kupferbergbau wurde bald nach 1802 wegen Erschöpfung lohnender Erzgänge eingestellt, während der Kobaltbergbau auf arsenidische Kobalterze und deren Oxidationsprodukte bis 1867 andauerte. Der Kobaltbergbau begann mit dem Röhriger Kobaltrücken, dehnte sich dann auf die Gänge I–IV im Lochborn und schließlich auch auf einen Gang nördlich von Bieber aus. Die Kobaltrücken führten in der Regel nur im Bereich des Kupferlettens abbauwürdige Erze, ähnlich wie im Richelsdorfer Gebirge. Die Kobalterze wurden vor allem im Blaufarbenwerk Schwarzenfels im Sinntal verarbeitet. Röhriger Kobaltvitriol (wasserhaltiges Sulfat) wurde als eine Rarität hier erstmals entdeckt und unter dem Namen Bieberit bekannt. Ein weiteres Mineral, das neben dem Bieberit aus dem Biebertal beschrieben wird, ist Rösslerit. Es ist benannt nach Karl Rößler (1788–1863), dem Hanauer Hutfabrikanten, Mineraliensammler und Direktor der Wetterauischen Gesellschaft.
Bieber war Sitz eines Berg- und Hüttenamtes.

#### Eisenerz
Zur Förderung des Erzbergbaus, der mit Massentransporten verbunden ist, erhielt Bieber 1885 mit der schmalspurigen Spessartbahn einen Eisenbahnanschluss. Die Strecke führte vom Schürfort Lochborn durch das gesamte Biebertal zum Bahnhof Gelnhausen. Der Betrieb dieser Bahn wurde später, auch nach Stilllegung des Bergbaus im Mai 1925, zunächst noch für die Personenbeförderung fortgesetzt. 1951 stellte diese Bahn ihren Betrieb vollkommen ein. Ein Teil der Bahntrasse ist bei Bieber noch als Wander- und Radweg erhalten.
Der Eisenbergbau beruhte auf einer metasomatisch (durch Zu- und Abführung chemischer Komponenten) gebildeten Siderit (Eisen(II)-carbonat)-Lagerstätte im Zechstein oberhalb des Kupferlettens, die meist bereits zu limonitischem Erz (hydratisierte Eisenoxide) oxidiert war. Die für den Spessart relativ großen Vorräte erlaubten einen Bergbau mit eigener Verhüttung in Bieber. Durch den hohen Arsengehalt des Erzes war das gewonnene Eisen „kaltbrüchig“. Um dies zu verhindern, musste es mit arsenarmem oder -freiem Eisenerz aus anderen Lagerstätten gemischt werden. Dies führte e. A. im Mai 1925 dazu, dass der Bergbau wegen mangelnder Rentabilität eingestellt wurde, die Bergbaugemeinde wandelte sich zur Wohngemeinde.

### Frankfurter Wasserleitung

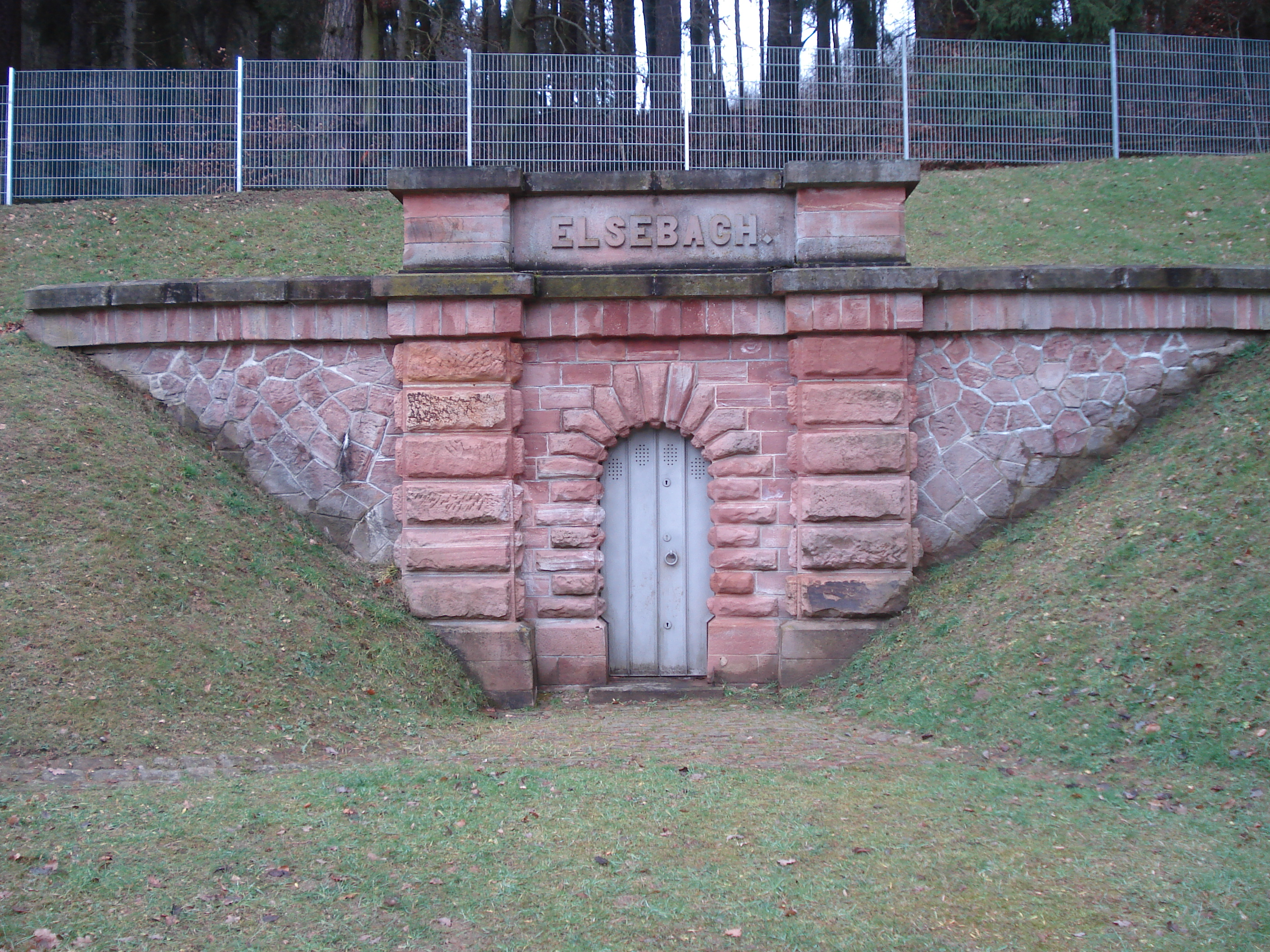
Elsebach Trinkwasserstollen in Bieber

Bereits Mitte des 19. Jahrhunderts, schloss die damals noch selbständige Gemeinde Bieber einen Vertrag mit der Stadt Frankfurt am Main, zur Erschließung von Quellen und Lieferung von Trinkwasser an die Metropole. Einen gleichartigen Vertrag gab es auch mit Kassel. Schon seit 1865 entstand der erste Entwurf einer Wasserleitung zur Versorgung der Großstadt mit Trinkwasser aus dem Vogelsberg und dem Spessart. Unterbrochen und verzögert durch den Preußisch-Österreichischen Krieg von 1866, wurden die Planungen 1869 wieder aufgenommen und 1872 mit Bauarbeiten begonnen. Durch zwei Stollen, den Elsebachstollen (722 m lang) und den Büchelbachstollen (1022 m lang) wurden insgesamt 8 Bieberer Quellen erschlossen und miteinander verbunden. Je 4 weitere Quellen aus dem Biebertal und aus Kassel kamen hinzu. Die Wasserleitung führt weiter in Richtung Aspenhainer Kopf. Dort, in einem überdimensional großen Behälter wird das Spessartwasser mit dem Vogelsberger Wasser vereinigt und weiter in Richtung Frankfurt transportiert. Zwei Wegstationen sind noch zu nennen: der Wasserturm an der Abtshecke vor Langenselbold und, schon in Frankfurt, der Hochbehälter an der Friedberger Landstraße.
Im Biebertal blieb die enorme Wasserentnahme von 2 000 bis 22.000 Kubikmeter pro Tag, nicht ohne Folgen. Einige Feuchtigkeit anzeigende Pflanzen, die der Naturwissenschaftler und Apotheker Johann Heinrich Cassebeer vor dem Bau der Wasserleitung noch als ortstypisch vorfand, sind inzwischen verschwunden. Auch technische Schutzeinrichtungen, wie Überläufe, die früher bei starkem Regen geöffnet wurden, bleiben heute geschlossen.

## Bevölkerung

### Einwohnerentwicklung
Quelle: Historisches Ortslexikon
- 1509: mit 200 Wehrfähigen angeschlagen
- 1588: 52 Haushaltungen
- 1633: 47 Haushaltungen
- 1643: 17 Hausgesesse, 11 Witwen und 23 Kinder
- 1753: 56 Haushaltungen mit 269 Personen
- 1812: 208 Feuerstellen, 1136 Seelen (gesamte Munizipalität mit Büchelbach, Gassen und Röhrig)

| Bieber: Einwohnerzahlen von 1812 bis 2016 | Bieber: Einwohnerzahlen von 1812 bis 2016 | Bieber: Einwohnerzahlen von 1812 bis 2016 | Bieber: Einwohnerzahlen von 1812 bis 2016 | Bieber: Einwohnerzahlen von 1812 bis 2016 |
| --- | ----------------------------------------- | ----------------------------------------- | ----------------------------------------- | ----------------------------------------- |
| Jahr |                                           |                                           |                                           | Einwohner                                 |
| 1812 | 1812                                      |                                           | 1.136                                     | 1.136                                     |
| 1834 | 1834                                      |                                           | 901                                       | 901                                       |
| 1840 | 1840                                      |                                           | 994                                       | 994                                       |
| 1846 | 1846                                      |                                           | 1.021                                     | 1.021                                     |
| 1852 | 1852                                      |                                           | 1.007                                     | 1.007                                     |
| 1858 | 1858                                      |                                           | 859                                       | 859                                       |
| 1864 | 1864                                      |                                           | 765                                       | 765                                       |
| 1871 | 1871                                      |                                           | 788                                       | 788                                       |
| 1875 | 1875                                      |                                           | 779                                       | 779                                       |
| 1885 | 1885                                      |                                           | 794                                       | 794                                       |
| 1895 | 1895                                      |                                           | 795                                       | 795                                       |
| 1905 | 1905                                      |                                           | 847                                       | 847                                       |
| 1910 | 1910                                      |                                           | 892                                       | 892                                       |
| 1925 | 1925                                      |                                           | 872                                       | 872                                       |
| 1939 | 1939                                      |                                           | 1.345                                     | 1.345                                     |
| 1946 | 1946                                      |                                           | 1.945                                     | 1.945                                     |
| 1950 | 1950                                      |                                           | 1.923                                     | 1.923                                     |
| 1956 | 1956                                      |                                           | 1.711                                     | 1.711                                     |
| 1961 | 1961                                      |                                           | 1.711                                     | 1.711                                     |
| 1967 | 1967                                      |                                           | 2.021                                     | 2.021                                     |
| 1970 | 1970                                      |                                           | 1.867                                     | 1.867                                     |
| 1980 | 1980                                      |                                           | ?                                         | ?                                         |
| 1990 | 1990                                      |                                           | ?                                         | ?                                         |
| 2006 | 2006                                      |                                           | 2.300                                     | 2.300                                     |
| 2011 | 2011                                      |                                           | 2.193                                     | 2.193                                     |
| 2016 | 2016                                      |                                           | 2.194                                     | 2.194                                     |
| Datenquelle: Historisches Gemeindeverzeichnis für Hessen: Die Bevölkerung der Gemeinden 1834 bis 1967. Wiesbaden: Hessisches Statistisches Landesamt, 1968. Weitere Quellen: ; Gemeinde Biebergemünd; Zensus 2011 |                                           |                                           |                                           |                                           |

### Religionszugehörigkeit
Quelle: Historisches Ortslexikon
| • 1885: | 403 evangelische (= 50,76 %), 391 katholische (= 49,21 %) Einwohner |
| • 1961: | 771 evangelische (= 45,06 %), 912 katholische (= 53,30 %) Einwohner |

## Wappen und Flagge

### Wappen
Blasonierung: Schild durch Wellenschnitt von Rot und Gold geteilt, oben ein blaubewehrter roter Biber, unten silbern Schlägel und Eisen.
Begründung: Die obere Hälfte ist ein redendes Symbol und stellt den Ortsnamen da. Die untere Hälfte symbolisiert mit dem Bergbausymbol Schlägel und Eisen den früheren Bergbau in Bieber. Der Wellenschnitt steht für den namensgebenden Fluss Bieber. Die Farben Rot und Gold sind die der Grafschaft Hanau.
Das Wappen wurde der Gemeinde Bieber im Landkreis Gelnhausen, Regierungsbezirk Wiesbaden am 8. Juli 1966 durch das Hessische Innenministerium genehmigt, gestaltet wurde es durch den Bad Nauheimer Heraldiker Heinz Ritt.

### Flagge
Am 10. Januar 1967 wurde der Gemeinde Bieber durch das Hessische Innenministerium genehmigt, die wie folgt beschrieben wird:
„Von Gold und Rot geteilt, in der Mitte das Gemeindewappen.“

## Infrastruktur und Wirtschaft

### Verkehrsanbindung

#### Straßen
Bieber liegt an der Bundesstraße B 276, die von Birstein nach Lohr am Main führt. An der Eisernen Hand bei Bad Orb bindet sie im Osten an die Bundesautobahn A 66 (Anschlussstelle AS 45 Bad Orb / Wächtersbach) an. Im Westen liegt die Anschlussstelle AS 45 Gelnhausen Ost.

#### Bahn
Am Bahnhof im Ortsteil Wirtheim (10,5 km) gibt es Anschluss an die Kinzigtalbahn. Hier verkehrt die Regional-Express Fulda–Frankfurt (RE 50) im Stundentakt sowie die Regionalbahn Wächtersbach–Frankfurt (RB 51). Die nächsten behindertengerechten Bahnhöfe liegen in Wächtersbach und Gelnhausen.

#### Fahrradwege
Ein Teil der Bahntrasse der ehemaligen Spessartbahn, die durch das gesamte Biebertal führte, ist als Wander- und Radweg erhalten. In Wirtheim besteht Anschluss an den Hessischen Radfernweg R3. Er führt als „Rhein-Main-Kinzig-Radweg“ von Rüdesheim nach Tann in der Rhön. In Wächtersbach besteht weiterhin Anschluss an den Vogelsberger Südbahnradweg.

#### Nahverkehr
Ganzjährig verkehren in Bieber mehrere Buslinien des KVG. Sie schaffen mit den Linien MKK 64 und MKK 65 öffentliche Verkehrsanschlüsse zu allen Ortsteilen der Gemeinde Biebergemünd, nach Wächtersbach mit der Kinzigtalbahn (Hessen) (Bahnhof Wächtersbach) sowie nach Bad Soden-Salmünster, weiterhin zum Bahnhof Gelnhausen und zu den Nachbargemeinden Flörsbachtal und Jossgrund. Es gilt der Tarif des Rhein-Main-Verkehrsverbundes.

### Bildung
In Bieber gibt es die Grundschule Biebertal. Die Alteburg-Schule im Ortsteil Kassel hat auch einen Haupt- und Realschulzweig. Darüber hinaus ist gesamte Gemeinde Biebergemünd an die Friedrich-August-Genth-Schule (Kooperative Gesamtschule) in Wächtersbach, das Grimmelshausen-Gymnasium in Gelnhausen und die Henry-Harnischfeger-Schule (integrierte Gesamtschule) in Bad Soden-Salmünster angebunden.

### Kindertagesstätte
In Bieber gibt es eine Kindertagesstätte. Träger ist die Gemeinde Biebergemünd. Betreut werden Kinder ab dem 1. und bis zum 6. Lebensjahr. In 6 Gruppen ist Platz für insgesamt 124 Kinder. Weitere Kitas innerhalb der Gemeinde gibt es in Lanzingen, Kassel und Wirtheim.

### Freiwillige Feuerwehr
Die Feuerwehr Bieber ist 1884 gegründet worden, 1962 folgte die Jugendfeuerwehr Bieber. Seit 1974 sind auch Mädchen und Frauen bei der Freiwilligen Feuerwehr. 1989 erfolgte die Einweihung des Feuerwehrstützpunktes Biebergemünd-Bieber.
Heute verfügt die Einsatzabteilung der Freiwilligen Feuerwehr über 51 Kameraden und Kameradinnen, hinzu kommt die Jugendfeuerwehr mit 22 Personen.
Die Einsatz- und Gefahrenschwerpunkte der Feuerwehr Bieber sind:
- Feuerwehr mit überörtlichen Aufgaben,
- Bundesstraße B 276 Richtung Würzburg,
- Gewerbe und Industrie mit Schwerpunkt „Holz“,
- Wohnstätten für geistig und körperlich behinderte Menschen,
- Größtes zusammenhängendes Waldgebiet in Deutschland.

Überregional, für den Main-Kinzig-Kreis ist Bieber der Ausbildungsstandort für Sprechfunklehrgänge.

### Gemeinschaftshaus – Biebertalhalle
Die Biebertalhalle, das Gemeinschaftshaus des Ortsteils Bieber der Gemeinde Biebergemünd verfügt über einen großen Saal, der in unterschiedlicher Bestuhlung zwischen 80 und 320 Personen Platz bietet. Mit seiner Infrastruktur: Saal, Foyer, Küche mit Kühlraum und Bar und auch einer entsprechenden technischen Ausstattung (feststehende Bühne, Theaterbeleuchtung, Lautsprecheranlage) bietet die Biebertalhalle, über öffentliche Veranstaltungen hinaus geeignete Räumlichkeiten für alle Arten von privaten Feiern und Veranstaltungen im Vereinsrahmen.

## Kultur und Sehenswürdigkeiten

### Bauwerke
Siehe auch: Liste der Kulturdenkmäler in Bieber
- Gesamtanlage Historischer Ortskern Bieber
- Biebergrund-Museum – Der Bergbau ist im Biebergrund-Museum, neben den heimatkundlichen Aspekten der große Schwerpunkt. Die Einrichtung lag bisher in einem einst zum Amtsgericht Bieber gehörenden Gefängnisgebäude, direkt an der Durchgangsstraße B 276 und wird vom Geschichtsverein Biebergemünd e. V. geführt[29]. Das Museum ist derzeit geschlossen, es wird am neuen Standort „Alte Post“ neu aufgebaut.

### Vereine
- Biebertaler Musikanten
- Deutsches Rotes Kreuz O.V. Bieber/Roßbach
- DLRG O.V. Bieber
- Eintracht Fanclub 1973 Bieber
- Förderverein Grundschule Biebertal
- Freiwillige Feuerwehr Bieber
- Gesangverein Liederkranz 1847 Bieber
- Schützenverein Freischütz 1918 Bieber
- Spielmannszug Teutonia 1963 Bieber
- SV Germania 08 Bieber
- Turnverein 08 Bieber

### Religion und Brauchtum

#### Weiberfosenocht
Einst von der katholischen Frauengemeinschaft in Bieber initiiert, entwickelte sich die Weiberfosenocht zu einer Bieberer Traditionsveranstaltung. Sie findet regelmäßig am Montag vor dem Rosenmontag statt, mit dem Wahlspruch: „Nichts ist uns lieber, als die Weiberfosenocht in Bieber“. Der Erlös der Veranstaltung wird für soziale Zwecke gespendet.

#### St. Martinsumzug
Am Sankt-Martins-Tag findet in Bieber, unter aktiver Beteiligung des Kindergartens, seit Jahrzehnten ein Lampion-Umzug der Kinder statt.

## Freizeit und Tourismus

### Freizeit- und Erlebnisbad
Am Ortsrand, neben der Bieber gelegen, liegt das Freizeit- und Erlebnisbad Bieber. Es ist mit einem großen Becken ausgestattet: zwei Sprungbrettern, einer Breitwellenrutsche, einer Schaukelbucht, einem Strudelbecken, Massagedüsen und einem Eltern-Kind-Bereich.

### Wandern

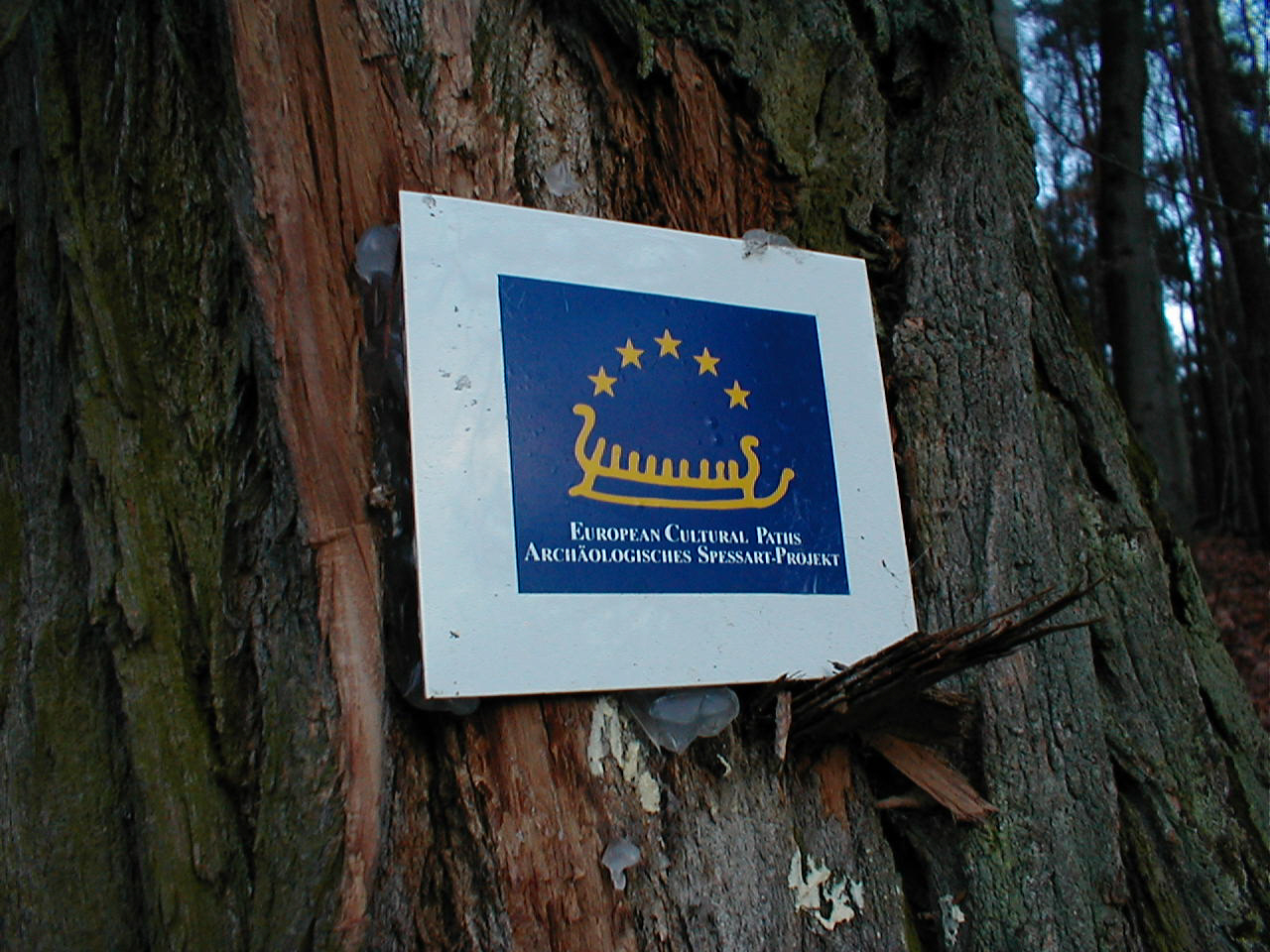
Hinweisschild der Europäischen Kulturwege des Archäologischen Spessart-Projekts

Spessartfährten, Wegmarkierung

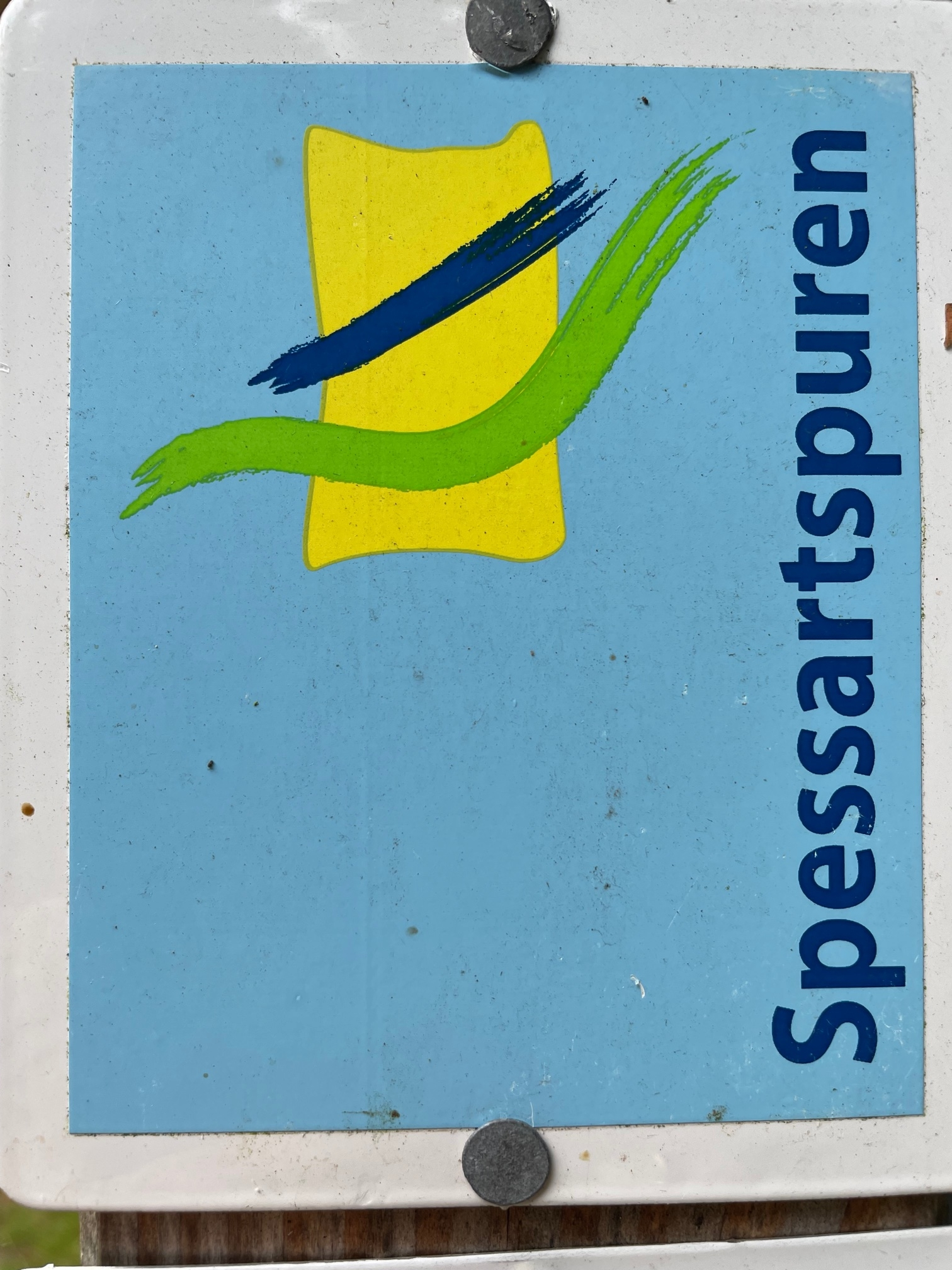
Wegmarkierung der „Spessartspuren“

#### Auf der Bieberer Acht
Seit 1999 werden im Spessart Kulturwege durch das Archäologische Spessartprojekt (ASP) angelegt. „Zu jedem Kulturweg erscheint ein Folder mit einer Wegbeschreibung und Kurzbeschreibung der Stationen“. Die Bieberer Acht war einer der ersten von ihnen.
Der 12 km lange Kulturwanderweg besteht aus je einer Schleife von 7 bzw. 5 km. Im Mittelpunkt stehen der Bieberer Bergbau und das Hüttenwesen. Insbesondere der Bergbau ist bereits seit Ende des 15. Jahrhunderts belegt, hat dann aber ab dem 18. und bis ins 20. Jahrhundert das Leben der Region wesentlich geprägt. Die Wiesbütt, der Lochborner Teich und Einsturzlöcher sind Zeugen des früheren Bergbaus. Auch die ehemalige Eisenbahnstation „Lochmühle“ und Weiteres liegen an dem auch landschaftlich sehr ansprechenden Weg. An 4 Stationen, mit Informationstafeln werden in Wort und Bild Informationen angeboten.

#### Spessartfährte „Roßbacher Biebertal“
Zwei Biebergemünder Ortsteile Bieber und Roßbach sind touristisch durch den Rundwanderweg Spessartfährte: „Roßbacher Biebertal-Fährte“ miteinander verbunden. Der knapp 12 km lange Weg ist einer von 9, als Tagestouren konzipierten Rundwanderwegen, längs des Spessartbogens. Als zertifizierte Premiumwanderwege geben sie nochmals einen vertieften Einblick in die Vielfalt der Spessartlandschaft. Der Weg wird als sehr leicht klassifiziert.

#### Spessartspur „Bieberer Galgenberg“
Spessartspuren  sind kurze und einfache Wanderwege, die eher unter das Stichwort Spazierwandern einzuordnen sind. Einer davon ist der „Bieberer Galgenberg“. Es ist ein nur knapp 6 km langer, zertifizierter und abwechslungsreicher Premiumrundweg. Der als sehr leicht eingestufte Weg führt aus dem Ort heraus auf den Galgenberg und zur St. Mauritiuskapelle und bietet schöne „Ausblicke zum Lochborn und in das Schwarzbachtal“.

## Persönlichkeiten

### Söhne und Töchter Biebers
- Friedrich Wilhelm Bauer (1731–1783), Förstersohn, Geometer, General, von König Friedrich dem Großen geadelt, Ingenieur in russischen Diensten, Träger des St. Annen-Ordens, des St. Georgen-Ordens sowie Ritter des Newski-Ordens[38].
- Johann Georg Michael (1804–1862), evangelischer Pfarrer und Landtagsabgeordneter
- Wilhelm Rullmann (1841–1918), Lehrer, Journalist und Schriftsteller.
- Johann Heinrich Senzel (1845–1925), Bürgermeister und Abgeordneter des Provinziallandtages der Provinz Hessen-Nassau
- Hugo Bücking (1851–1932), Professor für Mineralogie und Geologie, hat mehrere hundert Sorten von Kristallstrukturen identifiziert und die geologische Erforschung des Nordspessarts eingeleitet.
- Carl Henß (11. April 1863 – 14. Juli 1938 in Windecken), evangelischer Pfarrer, Geschichtsforscher, Autor zahlreicher historischer Veröffentlichungen, darunter die „Geschichte der Hanauer Union“, wofür er den Dr. e.h. erhielt[39].
- Richard Rother (1890–1980), Bildhauer und Holzschneider, arbeitete hauptsächlich im mainfränkischen Kitzingen. Eine Straße in Bieber ist ihm zu Ehren Richard-Rother-Straße benannt.

### Mit Bieber verbundene Persönlichkeiten
- Johann Heinrich Cancrin (1710–1768), Bergwerksingenieur, langzeitiger Leiter und Modernisierer des Bieberer Bergbaus.
- Franz Ludwig von Cancrin (1738–1816), Ingenieur, Mineraloge, Metallurge und Baumeister, wuchs in Bieber auf.
- Johann Philipp Cancrin (um 1740–1789), Bergwergsingenieur, nutzte den Wiesbüttsee als Wasser- und Energiequelle für den Bergbau.
- Friedrich Sick, Pochsteiger, langjähriger Leiter des Bieberer Pochwerkes, bis zum Ende des Kupferbergbaus (1776–1803)[40].
- Johann Heinrich Cassebeer (1784–1850), Apotheker, Botaniker und Geologe sowie Landwirtschafts- und Weinbaufachmann, Politiker und bekannter Naturwissenschaftler.
- Stefan Pescheck (1985), Schauspieler, wuchs in Bieber auf